# Polypodium omeiense
Polypodium omeiense là một loài thực vật có mạch trong họ Polypodiaceae. Loài này được Baker mô tả khoa học đầu tiên năm 1888.